# Wiażenka
Wiażenka (ros. Вяженка) – wieś (ros. деревня, trb. dieriewnia) w zachodniej Rosji, w sielsowiecie olchowskim rejonu chomutowskiego w obwodzie kurskim.

## Geografia
Miejscowość położona jest 5,5 km od centrum administracyjnego sielsowietu olchowskiego (Olchowka), 15 km od centrum administracyjnego rejonu (Chomutowka), 106 km od Kurska.
W granicach miejscowości znajduje się 5 posesji.

## Demografia
W 2010 r. miejscowość zamieszkiwało 6 osób.